# Cryptophractus pilosus
L'armadillo peloso (Cryptophractus pilosus  Fitzinger, 1856) è un armadillo della famiglia dei Dasipodidi, unica specie del genere Cryptophractus (Fitzinger, 1856) endemico del Perù.

## Descrizione

### Dimensioni
Armadillo di medie dimensioni, con la lunghezza totale tra 413 e 750 mm, la lunghezza della coda tra 146 e 268 mm, la lunghezza del piede tra 52 e 80 mm, la lunghezza delle orecchie tra 33 e 43 mm e un peso fino a 1,293 kg.

### Aspetto
Il dorso è ricoperto densamente di lunghi peli rossastri o grigio-rossastri i quali emergono da piccoli pori dal carapace, il quale è provvisto di 9-11 bande mobili. Il muso è lungo e sottile, lo scudo sul capo è stretto ed allungato. Le orecchie sono grandi e coniche. Le zampe anteriori hanno quattro dita, mentre quelle posteriori cinque.

## Biologia
Ci sono pochissime informazioni sulla storia naturale di questa specie. È stata catturata una femmina con quattro embrioni.

## Distribuzione e habitat
La presenza di questa specie è verificata soltanto nei dipartimenti andini peruviani di San Martin, La Libertad, Huánuco e Junín, nella parte centro-settentrionale del paese.
Vive nelle Yungas peruviane, caratterizzate principalmente da foreste montane subtropicali decidue e sempreverdi fino a 3.000 metri di altitudine. Preferisce ambienti con denso sottobosco e formazioni calcaree.

## Conservazione
La IUCN Red List, considerata la mancanza di informazioni circa il suo effettivo areale, le minacce e i dati sulla popolazione, classifica D.pilosus come specie con dati insufficienti (DD).